# Heinrich Wolf
Pour les articles homonymes, voir Wolf.
Heinrich Wolf est un journaliste et joueur d'échecs autrichien, né le 20 octobre 1875 et mort assassiné en décembre 1943. Il fut actif dans les tournois de 1900 à 1908 et en 1922-1923.

## Biographie
Heinrich Wolf est issu d'une famille juive autrichienne.
Il épousa la championne autrichienne Paula Wolf-Kalmar en 1925. 
Lors de la Shoah, Wolf est déporté dans le ghetto de Riga en décembre 1941, où il est assassiné par les Nazis en 1943,.

## Palmarès

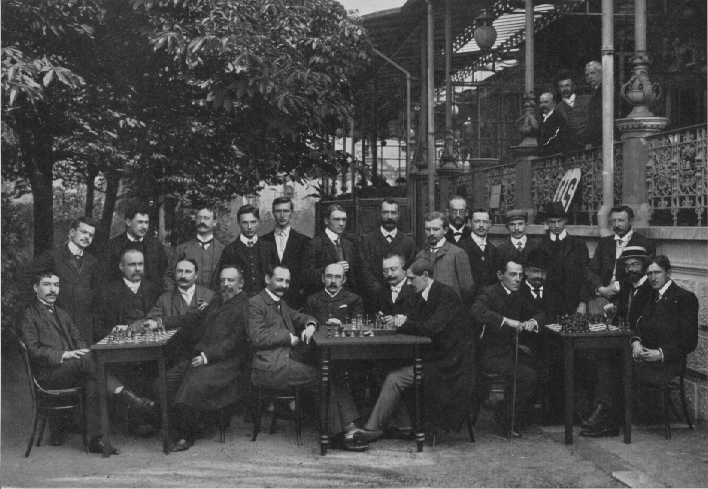
Tournoi d'échecs de Karlsbad de 1907 : (assis) Rubinstein, Marco, Fähndrich, Tschigorin, Schlechter, Hofter, Tietz, Maróczy, Janowski, Dr. Neustadtl, Drobny, Marshall, (debout) Niemzowitsch, Wolf, Mieses, Cohn, Johner, Leonhardt, Salwe, Vidmar, Berger, Spielmann, Dus-Chotimirski, Tartakower,Dr. Olland.

Heinrich Wolf remporta le tournoi de Vienne en 1902, ex æquo avec David Janowski et devant Carl Schlechter et Geza Maroczy ; il finit deuxième du tournoi de Vienne en 1905, derrière Schlechter. Après le tournoi de Vienne 1902, il annula un match contre Ossip Bernstein.
En 1908, Wolf fut engagé par Emanuel Lasker comme secondant pour son match contre Siegbert Tarrasch.
Après la Première Guerre mondiale, il termina troisième du très fort tournoi de Vienne 1922, derrière Akiba Rubinstein et Xavier Tartakover, mais devant Alexandre Alekhine, qu'il battit, Efim Bogoljubov, qu'il battit, Ernst Grünfeld, Richard Réti et Siegbert Tarrasch. La même année, il finit sixième ex æquo sur dix-neuf joueurs, du tournoi de Pistyan (mémorial Breyer), devant Tartakover, Tarrasch et Euwe.
Sa victoire contre Oldrich Duras, disputée au tournoi de Carlsbad 1907 (où il finit dixième sur vingt et un joueurs), fut pendant longtemps la plus longue partie d'échecs et dura 168 coups.